# Helmond Sport
Helmond Sport je nizozemski nogometni klub iz Helmonda. Osnovan je 27. srpnja 1967. godine kada je njegov prethodnik, Helmondia '55, proglasio bankrot. Najveći rivali su mu VVV-Venlo i FC Eindhoven. Boje dresova su u bojama grba, crvene i crne. 
U sezoni 2019./20. se natječe u Eerste divisie, drugom rangu nizozemskog nogometa. Iz Eredivisie je ispao 1984. godine i otada se nije uspio vratiti.

## Vanjske poveznice
- Službene stranice